# Andreas Sander
Andreas Sander (Schwelm, 13 juni 1989) is een Duitse alpineskiër. Hij vertegenwoordigde zijn vaderland op de Olympische Winterspelen 2018 in Pyeongchang.

## Carrière
Sander maakte zijn wereldbekerdebuut in maart 2008 in Bormio. In december 2010 scoorde hij in Val Gardena zijn eerste wereldbekerpunten. Op de wereldkampioenschappen alpineskiën 2011 in Garmisch-Partenkirchen eindigde de Duitser als 21e op de Super G.
In Beaver Creek nam Sander deel aan de wereldkampioenschappen alpineskiën 2015. Op dit toernooi eindigde hij als zeventiende op de afdaling en als 23e op zowel de Super G als de alpine combinatie. In december 2015 behaalde hij in Santa Caterina di Valfurva zijn eerste toptienklassering in een wereldbekerwedstrijd. Op de wereldkampioenschappen alpineskiën 2017 in Sankt Moritz eindigde de Duitser als zevende op de Super G en als achtste op de afdaling. Tijdens de Olympische Winterspelen van 2018 in Pyeongchang eindigde Sander als achtste op de Super G en als tiende op de afdaling.
In Cortina d'Ampezzo nam hij deel aan de wereldkampioenschappen alpineskiën 2021. Op dit toernooi veroverde hij de zilveren medaille op de afdaling, daarnaast eindigde hij als negende op de Super G.

## Resultaten

### Olympische Spelen
| Jaar | Plaats      | Resultaten              |
| ---- | ----------- | ----------------------- |
| 2018 | Pyeongchang | 10e Afdaling 8e Super G |

### Wereldkampioenschappen
| Jaar | Plaats                 | Resultaten                                     |
| ---- | ---------------------- | ---------------------------------------------- |
| 2011 | Garmisch-Partenkirchen | 21e Super G                                    |
| 2015 | Beaver Creek           | 17e Afdaling 23e Super G 23e Alpine combinatie |
| 2017 | Sankt Moritz           | 8e Afdaling 7e Super G                         |
| 2021 | Cortina d'Ampezzo      | Afdaling · 9e Super G                          |

### Wereldbeker
Eindklasseringen
| Seizoen   | Algm | AD  | SG  | AC  |
| --------- | ---- | --- | --- | --- |
| 2010/2011 | 161e | 59e | -   | -   |
| 2011/2012 | 80e  | 35e | 46e | 32e |
| 2012/2013 | 120e | 49e | 52e | 29e |
| 2014/2015 | 93e  | 37e | 43e | -   |
| 2015/2016 | 31e  | 25e | 15e | 25e |
| 2016/2017 | 37e  | 18e | 16e | -   |
| 2017/2018 | 31e  | 16e | 13e | -   |
| 2018/2019 | 93e  | 47e | 24e | -   |
| 2019/2020 | 37e  | 30e | 13e | -   |